# АМО-Ф-15
АМО-Ф-15 — первый советский грузовой автомобиль, выпускавшийся серийно московским заводом АМО (Автомобильное московское общество).

## История создания
Автомобиль АМО-Ф-15 был разработан на базе итальянского грузовика FIAT 15 Ter, сборку которого завод АМО вёл с 1919 по 1924 год. При этом в конструкцию машины были внесены существенные изменения.
К подготовке собственного производства этого грузовика на АМО приступили в январе 1924 года. К этому времени на заводе имелось 163 полученных из Италии чертежа, а также 513, изготовленных уже на АМО в прежние годы. Кроме того, имелись 2 эталонных экземпляра FIAT 15 Ter, хранившихся в особом помещении. Главным конструктором был назначен Владимир Иванович Ципулин. Его ближайшими помощниками стали Евгений Иванович Важинский (он готовил рабочие чертежи), Б. Д. Страканов (пересматривал конструкцию деталей FIAT 15 Ter), И. Ф. Герман (кузовные работы), Н. С. Королев (сборка). Подготовкой производства занимались также директор завода Г. Н. Королев, технический директор С. О. Макаровский, главный инженер В. Г. Соколов.
Первую машину собрали в ночь на 1 ноября 1924 года, а днём 6 ноября закончили сборку десятой, последней машины предсерийной партии. 7 ноября 1924 года эти 10 машин, выкрашенных в красный цвет, приняли участие в пролетарской демонстрации на Красной площади в Москве, а 25 ноября, в полдень, три машины из первой десятки (№ 1, № 8 и № 10) отправились с Красной площади в первый для советских машин испытательный пробег по маршруту: Москва — Тверь — Вышний Волочек — Новгород — Ленинград — Луга — Витебск — Смоленск — Рославль — Москва. Успех автопробега подтвердил достаточный уровень качества продукции АМО и с марта 1925 года началось серийное производство автомобилей АМО-Ф-15 — в 1925 году изготовили 113 машин, а в следующем, 1926 году — уже 342 экземпляра.
Производство постепенно возрастало, и к 1931 году было сделано 6971 экз. АМО-Ф-15 из которых 2590 ед. было произведено в 1929/30 хозяйственном году. Совершенствовалась и конструкция АМО-Ф-15 — за время производства автомобиль дважды модернизировался: в 1927 году (внедрены более комфортная кабина и «сухое» сцепление, упрощён рулевой механизм) и в 1928 году (появились электрические стартер, фары и сигнал, упрощена система питания).
С 1930 года АМО-Ф-15 выпускался параллельно со сборкой из американских комплектующих 2,5-тонных грузовиков АМО-2 и был снят с производства только в 1931 году, когда ему на смену пришёл полностью состоящий из советских комплектующих АМО-3.

## Конструкция

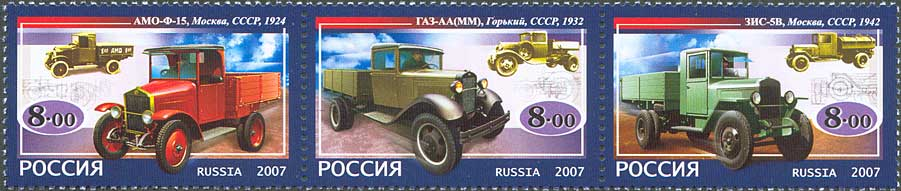
Грузовые автомобили: АМО-Ф-15, ГАЗ-АА, ЗИС-5В. Почтовая марка России, 2007 г.

АМО-Ф-15 представлял собой двухосный заднеприводный грузовой автомобиль малой грузоподъёмности — при движении по шоссейным дорогам грузоподъёмность составляла до 1,5 тонн, по грунтовым — до 1 тонны. Машина отличалась сравнительно небольшими габаритными размерами (5050×1760×2250 мм) и массой (в снаряжённом состоянии — 1920 кг, полный вес — 3570 кг).
Основные отличия АМО-Ф-15 от итальянского прототипа:
- Уменьшен на 80 мм с целью увеличения клиренса диаметр маховика двигателя (у FIATа — 590 мм, у АМО-Ф-15 — 510 мм) при сохранении его веса.
- Снижена масса поршней и шатунов, изменена форма поршневого пальца и его посадка.
- Увеличена площадь радиатора, чтобы компенсировать уменьшение диаметра маховика, служившего вентилятором, и исключить перегрев.
- Изменена форма капота (вследствие увеличения площади радиатора) и упрощена конструкция затворов его боковин.
- Колёса с деревянными спицами заменены на более долговечные штампованные дисковые.
- Итальянский карбюратор был заменён на «Зенит № 42», выпускавшийся 4-м Государственным автомобильным заводом.
- Изменилась конструкция сцепления.
- Бензобак был перенесён с переднего щита под сиденье водителя, при этом вместо подачи топлива самотёком была внедрена принудительная с помощью вакуум-аппарата (в 1928 году от этого решения отказались, вернув «родную» FIAT’овскую систему).
- Для упрощения ремонта обеспечили возможность по отдельности демонтировать бортовую платформу, будку водителя, боковины и торпедо.

### Двигатель
Силовой установкой являлся 4-цилиндровый рядный карбюраторный двигатель с вертикальным расположением цилиндров и нижним расположением клапанов. Объём 4396 смз, 35 лошадиных сил, при 1400 об/мин., максимальный крутящий момент — 18,5 кг×м при 1200 об/мин (Итальянский автомобиль имел 30 л. с. при 1300 оборотах в минуту). Максимальное число оборотов мотора — 1700 об/мин. Охлаждение двигателя — жидкостное, с центробежным насосом (помпой). Система смазки — под давлением, с шестерёнчатым насосом.

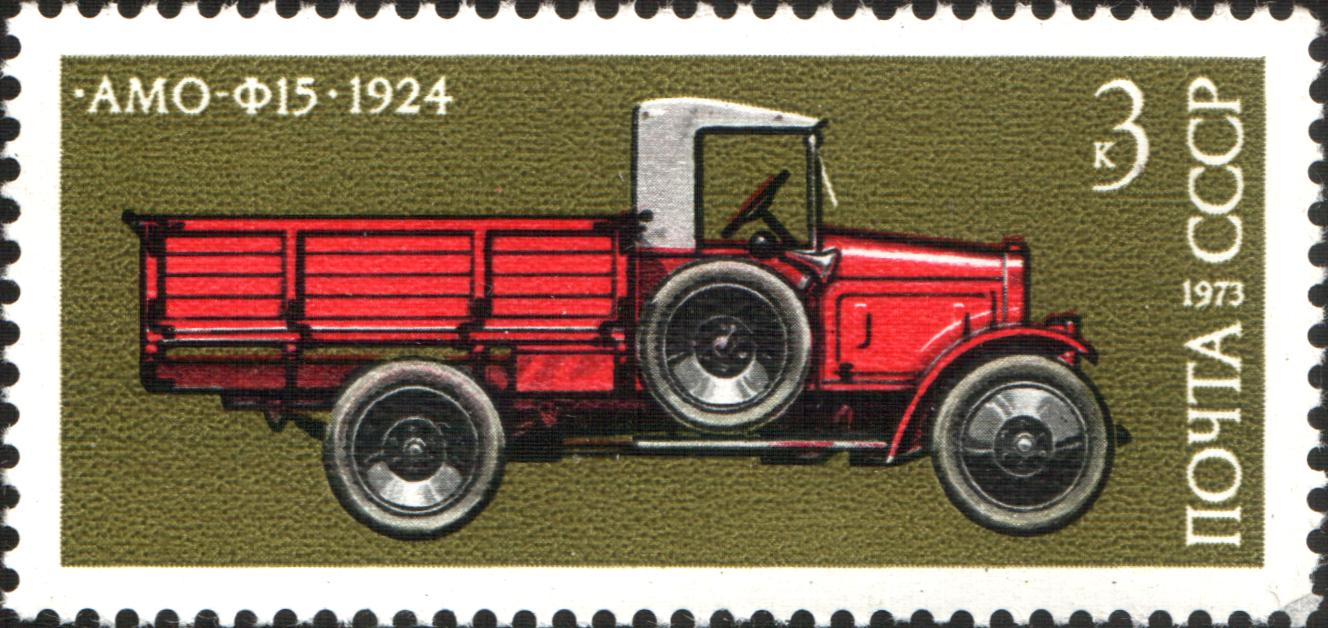
Марка СССР

Цилиндры двигателя отливались одним блоком заодно с рубашкой охлаждения и съёмной головки не имели. При этом сверху блока цилиндров крепилась крышка, после снятия которой можно было очистить рубашку от накипи. Блок цилиндров крепился к верхней части алюминиевого картера. Картер снабжался лапами для крепления к раме в четырёх точках. Нижний картер отливался из алюминиевого сплава. Поршни — чугунные, шатуны — стальные, трубчатые. Коленчатый вал — стальной, кованый, с наклонными щёчками (на ранних машинах коленвал имел прямые щёчки и вырезался из сплошного куска), устанавливался на трёх коренных подшипниках. Ось коленчатого вала была смещена на 10 мм по отношению к осям цилиндров. На носке коленчатого вала устанавливалась пусковая рукоятка, а на хвостовике — насаживался литой стальной маховик большого диаметра, восемь спиральных спиц которого имели форму лопастей вентилятора и создавали поток охлаждающего воздуха через радиатор. Такое расположение вентилятора (позади двигателя) при переднем расположении радиатора требовало особого, герметичного кожуха и плотного (без щелей) прилегания боковин капота к каркасу.
Газораспределительный механизм — нижнеклапанный, с двумя клапанами на цилиндр, расположенными с левой стороны блока. Впускные и выпускные клапаны были взаимозаменяемыми. Распредвал приводился шестернёй.
Система смазки — под давлением, от шестерёнчатого насоса. Система зажигания двигателя — от магнето фирмы «Bosch», сидящего на одном валу с центробежным насосом (помпой) системы охлаждения. Система питания — карбюратор «Зенит № 42». В зависимости от времени года рекомендовалось регулировать систему питания путём замены жиклёров в карбюраторе.
В качестве топлива использовался недефицитный низкооктановый автомобильный бензин. До 1928 года питание двигателя топливом — из бака, расположенного под сиденьем водителя, с помощью вакуум-аппарата. С 1928 года система питания была упрощена — бензин подавался самотёком из бака, установленного на переднем щите. Вместимость топливного бака 70 литров. Запас хода по топливу при движении по шоссе составлял около 300 км.

### Трансмиссия
Сцепление было многодисковым. До 1927 года устанавливалось сцепление «мокрого» типа с 41 диском, а с 1927 года — «сухое» 6-дисковое. Коробка перемены передач — механическая, 4-ступенчатая, «тракторного» типа — передачи переключались путём перемещения прямозубых шестерён по валу на шлицах. Картер КПП — литой из алюминиевого сплава. Главная передача — коническая, прямозубая. Крутящий момент на задний мост передавался с помощью карданного вала.

### Рама и подвеска
Рама — штампованная из стального листа толщиной 6 мм. Был кожух карданного вала, который через шарнирную вилку передавал на раму толкающие усилия и крутящий момент, что позволяло разгрузить рессоры и улучшить условия их работы. Отштампованные из листового металла кожух кардана и балка заднего моста составляли единую Т-образную конструкцию. Полуоси заднего моста не лежали на одной прямой, а составляли угол 178°. Нежёсткая балка деформировалась под нагрузкой и полуоси устанавливались практически соосно. Дорожный просвет под задним ведущим мостом — 242 мм. Передняя и задняя зависимые подвески автомобиля состояли из продольно расположенных полуэллиптических рессор.
Колеса имели штампованные стальные диски и шины размером 880×135 мм. На переднем мосту устанавливались односкатные колёса, на заднем — двускатные (сдвоенные). Среднее удельное давление колёс на грунт составляло 0,82 МПа (3,2 кгс/см²).
Такая конструкция ходовой части обеспечивала автомобилю хорошие для своего времени скоростные и маневровые характеристики: максимальная скорость составляла 50 км/ч, средняя скорость движения по щебёночному шоссе — 30 км/ч, по грунтовым дорогам — 15 км/ч. Минимальный радиус поворота по наружной колее не превышал 7,2 м. Автомобиль мог преодолевать подъёмы крутизной до 12°, двигаться по косогору с креном до 10°, преодолевать канавы шириной до 0,4 м и броды с твёрдым грунтом глубиной до 0,6 м.

### Тормоза
Тормоза имели механический привод. Ручной (центральный) ленточный тормоз действовал на карданную передачу. Ножной тормоз колодочного типа действовал на задние колеса.

### Электросистема
Первоначально машина не имела электрических стартера, освещения и звукового сигнала: пуск производили рукояткой, для освещения служили ацетиленовые фонари, а сигналы подавались ручным клаксоном. С 1928 года устанавливается электрические стартер, фары, сигнал — все фирмы «Сцинтилла». Электросистема — с аккумулятором, однопроводная, напряжением 6 В, с положительным выводом аккумуляторной батареи на корпус.

### Кабина и органы управления
Автомобиль имел рулевое управление с правым расположением руля. Внутри обода рулевого колеса на зубчатых секторах монтировались рычаги ручного газа и опережения зажигания. При этом до 1927 года рычаги переключения передач и ручного тормоза располагались за правым бортом кабины. В 1926 году рычаг КПП перенесли в кабину, в то время как рычаг ручного тормоза ещё оставался снаружи. Позже в кабину перенесли и рычаг тормоза.
Машины первых выпусков имели двухместную деревянную кабину с брезентовым тентом. С 1927 года перешли к цельнодеревянной кабине с жёсткой крышей, боковинами и задней стенкой. С боков кабина остекления не имела. Единственная дверь располагалась слева (правый борт был занят запасным колесом и рычагами управления). Дверь не имела наружной ручки — чтобы открыть её, приходилось просовывать руку внутрь кабины.
Грузовая платформа была деревянной, с тремя открывающимися бортами.

## Недостатки
В старой подшивке журнала «За рулём», относящейся к 1928 году, можно узнать, что у АМО-Ф-15 неудобная посадка — сиденье водителя располагалось слишком близко к рулю и высоко, из-за чего быстро уставали спина и ноги, у всех водителей болит позвоночник. Шофёры жаловались на качество сборки машин, на частые выходы из строя дифференциала, на плохой монтаж электрооборудования (открытая проводка быстро перетиралась и замыкала), на недолговечные тормоза с чугунными колодками, которых хватало максимум на 2-3 месяца, на повышенный износ сдвоенных задних колёс, вызванный отсутствием зазора между их скатами, на частые поломки рессор, на некачественные аккумуляторы, на неудобное расположение ручного тормоза (снаружи), к которому надо было тянуться «за версту», на сильную тягу холодного воздуха (зимой) к ногам водителя из-за совмещения маховика и вентилятора в одной детали. Водители санитарных АМО-Ф-15 жаловались на сильную тряску при езде, которая становилась недопустимой при перевозке больных.

## Машины на шасси АМО-Ф-15
С началом серийного производства АМО-Ф-15 на его шасси начали выпускать:
- кареты скорой помощи — с 1925 года;
- десятиместные открытые автобусы для южных районов (так называемые «шарабаны») — также с 1925 года;
- автобусы закрытого типа — с 1926 года их стали строить в кузовном цехе АМО, которым руководил И. Ф. Герман (14 местный автобус был показан на первой советской автомобильной выставке 25 сентября 1925 года);
- фургон для перевозки денег — машина, изготовленная БТАЗ № 2 была показана на той же выставке 25 сентября 1925 года;
- пожарные машины — в июле 1926 года в ленинградский завод «Промет» объединения «Тремасс» (трест заводов массового производства) выпустил первый советский автонасос на шасси АМО Ф-15, а с 1927 года пожарную машину на шасси АМО начали выпускать и на заводе № 6 Автопромторга в Москве. 12 пожарных «линеек» выпустили в 1926 году и на самом АМО.
- штабной 6-местный автомобиль — в 1927 году для РККА было изготовлено 9 таких машин (с открытым 3-дверным кузовом с брезентовым верхом).
- прожекторный автомобиль АМО-Ф-15 с установленным на платформе прожектором 015-2, обеспечения зенитного огня, получающий электроэнергию от генератора, установленного на этой же машине и приводимый в действие автомобильным двигателем.

Кроме того, на шасси АМО-Ф-15 были созданы почтово-пассажирские автобусы, различные фургоны, цистерны и другие специальные автомобили. Шасси АМО-Ф-15 (вернее, его «специальная» модификация АМО-Ф-15СП) послужило основой для разработки бронеавтомобиля БА-27. Суммарный выпуск этих броневиков за 1928—1931 годы составил 215 единиц.
Почтовые модели АМО-Ф-15 были одними из первых грузовиков, которые использовались для доставки грузов по Чуйскому тракту.

## Серийное производство
Грузовой автомобиль АМО-Ф-15 находился в производстве с 1924 по 1931 годы. Поначалу выпуск машин был сравнительно небольшим: к 31 марта 1928 года (за 3 с половиной года) было изготовлено 1000 машин. Однако, выпуск нарастал, и за 1929/30 хозяйственный год было произведено 2590 автомобилей.
По разным данным, с 1924 по 1931 год завод АМО выпустил от 6084 до 6465 экземпляров АМО-Ф-15, при этом заводские источники указывают общее количество — 6285 единиц.
По годам (календарным) в источниках приводятся разные цифры:
| Год  | Кол-во, шт          |
| ---- | ------------------- |
| 1924 | 10                  |
| 1925 | 113                 |
| 1926 | 321, 342 или 425    |
| 1927 | 401, 407 или 580    |
| 1928 | 692 или 698         |
| 1929 | 1100, 1293 или 1303 |
| 1930 | 2331 или 2340       |
| 1931 | 1204 или 1268       |

Здесь жирным выделены цифры, соответствующие заводским источникам.
Несмотря на то, что выпуск автомобиля продолжался до 1931 года, он очень скоро был вытеснен более современным и технически совершенным ГАЗ-АА и уже к середине 30-х годов практически исчез с дорог страны.

## Стоимость
Себестоимость машины, содержавшей большое количество деталей из цветных металлов и изготавливавшейся кустарными методами, была непомерно велика, хотя и снижалась по мере увеличения выпуска: если первые 10 грузовиков, изготовленных в 1924 году обходились по 18 000 руб. за 1 машину, то машины второго выпуска — уже 12 786 руб., а третьего — 11 000 руб.
В 1927/28 годах себестоимость АМО-Ф-15 составляла 8 500 руб., но в то же время автомобиль Ford в агрегатах с доставкой в страну стоил 800—900 руб. Таким образом, советское производство обходилось на порядок дороже импорта машин той же грузоподъёмности. Это послужило одной из причин глубокой реконструкции завода и перехода на выпуск более приспособленного к массовому производству американского Autocar Dispatch SA, получившего в СССР обозначение АМО-2, а после освоения производства в СССР — АМО-3.
В 1934 году стоимость 1,5-тонного АМО-Ф-15 с резиной и шофёрским инструментом составляла 6265 руб., а его шасси — 6091 руб.
В это же время 2,5 тонный АМО-2 с резиной на 7 колёс и шофёрским инструментом стоил 6068 руб.

## Сохранившиеся экземпляры
По состоянию на 2024 год, известно о пяти экземплярах разной степени сохранности:
- В музее «Центр истории автотранспорта Ленинграда», Санкт-Петербург. Ранее хранился на Заводе имени Лихачёва, после ликвидации завода сохранён меценатом К. В. Молодцовым и передан в музей[15].
- На пожарно-технической выставке им. Б. И. Кончаева, Санкт-Петербург (пожарный, восстановлен с двигателем от ГАЗ-АА)[15].
- В Политехническом музее (пожарный, некомплектный)[15].
- В Челябинске (останки автомобиля)[15].
- В музее «Моторы войны» экспонируется базовое шасси автомобиля[источник?].

## Противоречия в источниках
Правильного написания названия этого автомобиля, видимо, не существует. Даже в технической литературе того времени (включая литературу, изданную заводом АМО) встречаются варианты: АМО Ф-15, АМО Ф15, и даже «АМО» тип Ф-15. При этом в одной и той же книге могут встречаться разные написания. Вариант написания АМО-Ф-15 становится общеупотребительным в послевоенной литературе.
В источниках содержатся противоречивые данные по техническим характеристикам автомобиля АМО-Ф-15.
- Встречается значение мощности 36 л. с., в то время, как в большинстве других источников указывается 35 л. с.[17]
- Масса автомобиля без груза указывается 1460 кг, 1900 кг, 1920 кг или 2000 кг.
- Длина — 5050 мм, 5110 мм, 4975 мм
- Ширина — 1760 мм, 1700 мм
- Высота — 2250 мм, 2260 мм
- База — 3040 мм, 3070 мм, 3075 мм

Причиной расхождений могут быть как опечатки, так и изменение параметров в зависимости от модификации автомобиля и года его выпуска.